# William Francis O’Shea
William Francis O’Shea MM (ur. 9 grudnia 1884 w Nowym Jorku, zm. 22 lutego 1945) – amerykański duchowny rzymskokatolicki, biskup, misjonarz, wikariusz apostolski Heijo.

## Życiorys
William Francis O’Shea urodził się 9 grudnia 1884 w Nowym Jorku w Stanach Zjednoczonych. Po ukończeniu szkoły średniej pracował jako księgowy i stenotypista oraz w marynarce wojennej. W 1912 wstąpił do seminarium. 5 grudnia 1917 otrzymał święcenia prezbiteriatu i został kapłanem Zgromadzenia Misji Zagranicznych z Maryknoll. W 1919 wyjechał na misje do Chin, gdzie pracował aż do nominacji papieskiej.
11 lipca 1939 papież Pius XII mianował go wikariuszem apostolskim Heijo i biskupem tytularnym Naissusu. 29 października 1939 w bazylice św. Piotra w Rzymie przyjął sakrę biskupią z rąk papieża. Współkonsekratorami byli sekretarz Kongregacji Rozkrzewiania Wiary abp Celso Costantini oraz  emerytowany wikariusz apostolski Północnej Victorii-Nyanzy Henri Streicher MAfr.
Podczas II wojny światowej internowany przez Japończyków i repatriowany w 1942. 17 kwietnia 1944 zrezygnował z katedry. Zmarł 22 lutego 1945.